# Textoria
Textoria va ser una publicació catalana publicada a Badalona promoguda i dirigida per Pau Rodon i Amigó el 1917 i desapareguda el 1919.
Va ser promoguda principalment, entre d'altres, pel tècnic tèxtil Pau Rodon i Amigó, tècnic tèxtil i home relacionat amb totes les publicacions de temàtica tèxtil aparegudes a nivell local. Va aparèixer per primera vegada el febrer de 1917 i va néixer com a butlletí i portaveu de l'associació d'alumnes i exalumnes de l'Escola de Teixits de Badalona, com a tal es dedicava a glossar i descriure la feina de l'associació i, com afirmava la publicació: «servirà, també, de poderós estímul a tots aquells de nosaltres, que's sentin ab vocació per a fer-ho, per a exercitar el seu intelecte repassant novament i estudiant amb més amplitud tots aquells punts de les lliços apreses en l'Escola que pugan ésser obgecte de predilecció per a la seva publicació en aquestes planes...».
El seu contingut va ser escrit tant en català com en castellà, i tenia entre 12 i 28 pàgines, segons l'exemplar. Impresa a la badalonina impremta Marcó, va ser de caràcter bimestral, en total van aparèixer dotze números d'aquesta publicació, però va desaparèixer pràcticament el novembre de 1918, però el darrer va aparèixer, de fet, el setembre de 1919.